# Sol (nota)
Sol (lahko tudi so) je peti ton zložnega poimenovanja not. V violinskem ključu je enakovreden tonu g, petemu tonu C-dura.